# Temporada 2023 del Campeonato Euro 4
La temporada 2023 del Campeonato Euro 4 fue la primera edición de dicho campeonato. Comenzó el 8 de julio en Mugello y finalizó el 22 de octubre en Barcelona. El campeonato utiliza chasis Tatuus F4-T421.
El estadounidense Ugo Ugochukwu se quedó con el título de pilotos.

## Escuderías y pilotos
Las escuderías y pilotos para la temporada 2023 fueron los siguientes:
| Escudería             | N.º | Piloto                     | Estado | Rondas |
| --------------------- | --- | -------------------------- | ------ | ------ |
| Prema Racing          | 3   | Ugo Ugochukwu              |        | Todas  |
| Prema Racing          | 8   | Tuukka Taponen             | N      | Todas  |
| Prema Racing          | 13  | James Wharton              |        | Todas  |
| Prema Racing          | 14  | Rashid Al Dhaheri          | N      | Todas  |
| Prema Racing          | 16  | Aurelia Nobels             | F      | Todas  |
| Prema Racing          | 23  | Arvid Lindblad             | N      | Todas  |
| Prema Racing          | 47  | Nicola Lacorte             | N      | Todas  |
| Prema Racing          | 51  | Freddie Slater             | N      | 2-3    |
| Van Amersfoort Racing | 4   | Pablo Sarrazin             |        | 1-2    |
| Van Amersfoort Racing | 10  | Rafael Modonese            | N      | 2-3    |
| Van Amersfoort Racing | 11  | Ismoilkhuja Akhmedkhodjaev |        | 1-2    |
| Van Amersfoort Racing | 15  | Brando Badoer              |        | Todas  |
| Van Amersfoort Racing | 17  | Ivan Domingues             |        | 1-2    |
| Van Amersfoort Racing | 30  | Frederik Lund              |        | Todas  |
| Van Amersfoort Racing | 45  | Jack Beeton                | N      | 1-2    |
| Van Amersfoort Racing | 53  | Giacomo Pedrini            | N      | 3      |
| Van Amersfoort Racing | 74  | Lin Hodenius               | N      | 3      |
| AKM Motorsport        | 5   | Davide Larini              | N      | 1-2    |
| AKM Motorsport        | 6   | Kamal Mrad                 | N      | 2      |
| AKM Motorsport        | 21  | Tina Hausmann              | N F    | Todas  |
| AKM Motorsport        | 22  | Enzo Deligny               | N      | 2      |
| AKM Motorsport        | 86  | Diego de la Torre          |        | Todas  |
| BVM Racing            | 9   | Alfio Spina                |        | 1-2    |
| BVM Racing            | 71  | Griffin Peebles            | N      | 2      |
| BVM Racing            | 88  | Griffin Peebles            |        | 1      |
| US Racing             | 12  | Gianmarco Pradel           | N      | Todas  |
| US Racing             | 20  | Zachary David              | N      | Todas  |
| US Racing             | 31  | Akshay Bohra               | N      | Todas  |
| US Racing             | 37  | Kacper Sztuka              |        | 1-2    |
| US Racing             | 66  | Ruiqi Liu                  | N      | Todas  |
| PHM Racing            | 53  | Giacomo Pedrini            | N      | 2      |
| PHM Racing            | 57  | Nandhavud Bhirombhakdi     |        | 1-2    |
| R-ace GP              | 76  | Raphaël Narac              |        | 1      |
| R-ace GP              | 93  | Matteo Quintarelli         | N      | 1      |
| Argenti Motorsport    | 95  | Yuanpu Cui                 |        | 3      |
| Cram Motorsport       | 96  | Flavio Olivieri            |        | 2      |
| Cram Motorsport       | 97  | Kai Daryanani              |        | 2      |

| Icono | Leyenda         |
| ----- | --------------- |
| N     | Novato          |
| F     | Trofeo Femenino |

## Calendario
| Ronda    | Ronda | Circuito                                       | Fecha            |
| -------- | ----- | ---------------------------------------------- | ---------------- |
| 1        | C1    | Autódromo Internacional del Mugello, Scarperia | 8 de julio       |
| 1        | C2    | Autódromo Internacional del Mugello, Scarperia | 9 de julio       |
| 1        | C3    | Autódromo Internacional del Mugello, Scarperia | 9 de julio       |
| 2        | C1    | Autodromo Nazionale di Monza, Monza            | 16 de septiembre |
| 2        | C2    | Autodromo Nazionale di Monza, Monza            | 17 de septiembre |
| 2        | C3    | Autodromo Nazionale di Monza, Monza            | 17 de septiembre |
| 3        | C1    | Circuito de Barcelona-Cataluña, Montmeló       | 21 de octubre    |
| 3        | C2    | Circuito de Barcelona-Cataluña, Montmeló       | 22 de octubre    |
| 3        | C3    | Circuito de Barcelona-Cataluña, Montmeló       | 22 de octubre    |
| Fuentes: |       |                                                |                  |

## Resultados
| Ronda | Ronda | Ronda     | Pole Position  | Vuelta rápida  | Piloto ganador | Escudería ganadora | Ganador clase secundaria            |
| ----- | ----- | --------- | -------------- | -------------- | -------------- | ------------------ | ----------------------------------- |
| 1     | C1    | Mugello   | Kacper Sztuka  | Arvid Lindblad | Ugo Ugochukwu  | Prema Racing       | N: Akshay Bohra F: Aurelia Nobels   |
| 1     | C2    | Mugello   | Arvid Lindblad | Ugo Ugochukwu  | Ugo Ugochukwu  | Prema Racing       | N: Akshay Bohra F: Tina Hausmann    |
| 1     | C3    | Mugello   | James Wharton  | Zachary David  | James Wharton  | Prema Racing       | N: Arvid Lindblad F: Tina Hausmann  |
| 2     | C1    | Monza     | Freddie Slater | Arvid Lindblad | Kacper Sztuka  | US Racing          | N: Arvid Lindblad F: Tina Hausmann  |
| 2     | C2    | Monza     | Kacper Sztuka  | Kacper Sztuka  | Kacper Sztuka  | US Racing          | N: Arvid Lindblad F: Tina Hausmann  |
| 2     | C3    | Monza     | Kacper Sztuka  | Kacper Sztuka  | Arvid Lindblad | Prema Racing       | N: Arvid Lindblad F: Tina Hausmann  |
| 3     | C1    | Barcelona | Akshay Bohra   | Akshay Bohra   | Akshay Bohra   | US Racing          | N: Akshay Bohra F: Aurelia Nobels   |
| 3     | C2    | Barcelona | Akshay Bohra   | James Wharton  | James Wharton  | Prema Racing       | N: Tuukka Taponen F: Aurelia Nobels |
| 3     | C3    | Barcelona | Ugo Ugochukwu  | Ugo Ugochukwu  | Ugo Ugochukwu  | Prema Racing       | N: Tuukka Taponen F: Tina Hausmann  |

## Clasificaciones

### Sistema de puntuación
Se otorgan puntos a los 10 primeros clasificados de cada carrera. No se conceden puntos por la pole position ni por la vuelta más rápida. Para la ronda 3 se otorgaron puntos dobles.

#### Sistema de puntos de la ronda 1 y 2
| Posición | 1.º | 2.º | 3.º | 4.º | 5.º | 6.º | 7.º | 8.º | 9.º | 10.º |
| Puntos   | 25  | 18  | 15  | 12  | 10  | 8   | 6   | 4   | 2   | 1    |

#### Sistema de 3 puntos de la ronda
| Posición | 1.º | 2.º | 3.º | 4.º | 5.º | 6.º | 7.º | 8.º | 9.º | 10.º |
| Puntos   | 50  | 36  | 30  | 24  | 20  | 16  | 12  | 8   | 4   | 2    |

### Campeonato de Pilotos
| Pos. | Piloto                     | MUG | MUG | MUG | MNZ | MNZ | MNZ | BAR | BAR | BAR | Puntos |
| ---- | -------------------------- | --- | --- | --- | --- | --- | --- | --- | --- | --- | ------ |
| 1    | Ugo Ugochukwu              | 1   | 1   | 2   | 4   | 7   | 21  | 4   | 2   | 1   | 193    |
| 2    | James Wharton              | 6   | 3   | 1   | 3   | 8   | Ret | 3   | 1   | 4   | 169    |
| 3    | Akshay Bohra               | 3   | 2   | 6   | 5   | 5   | 3   | 1   | 6   | 8   | 145    |
| 4    | Arvid Lindblad             | 4   | 4   | 5   | 2   | 2   | 1   | 2   | 10  | 11  | 124    |
| 5    | Tuukka Taponen             | 8   | 18  | 8   | Ret | 6   | 5   | 5   | 3   | 3   | 102    |
| 6    | Brando Badoer              | 9   | DNS | 10  | 13  | 3   | 2   | 6   | 8   | 2   | 88.5   |
| 7    | Zachary David              | 7   | 5   | 22  | Ret | 21  | 4   | 8   | 5   | 5   | 76     |
| 8    | Kacper Sztuka              | 2   | 8   | 3   | 1   | 1   | Ret |     |     |     | 74.5   |
| 9    | Nicola Lacorte             | 5   | 24† | 7   | Ret | 10  | 10  | Ret | 4   | 6   | 57.5   |
| 10   | Freddie Slater             |     |     |     | 24  | 4   | 26† | 7   | Ret | 7   | 30     |
| 11   | Ivan Domingues             | 11  | 23  | 4   | 6   | 13  | 6   |     |     |     | 28     |
| 12   | Rashid Al Dhaheri          | 14  | 6   | 11  | 7   | 9   | 7   | 10  | 15  | 9   | 27     |
| 13   | Gianmarco Pradel           | 12  | 9   | 12  | 8   | 11  | 8   | 9   | Ret | 10  | 16     |
| 14   | Ruiqi Liu                  | Ret | 15  | 9   | 21  | 22  | 12  | 11  | 7   | 12  | 14     |
| 15   | Jack Beeton                | 18  | 7   | Ret | WD  | WD  | WD  |     |     |     | 6      |
| 16   | Alfio Spina                | Ret | 10  | Ret | 9   | Ret | 9   |     |     |     | 5      |
| 17   | Frederik Lund              | 24† | 13  | 14  | 14  | 14  | 13  | 14  | 9   | 14  | 4      |
| 18   | Raphaël Narac              | 10  | 11  | 18  |     |     |     |     |     |     | 1      |
| 19   | Enzo Deligny               |     |     |     | 10  | Ret | 24  |     |     |     | 1      |
| 20   | Tina Hausmann              | 23  | 21  | 17  | 11  | 23  | 16  | 16  | 13  | 13  | 0      |
| 21   | Nandhavud Bhirombhakdi     | 13  | 19  | 13  | Ret | 20  | 11  |     |     |     | 0      |
| 22   | Aurelia Nobels             | 19  | 22  | 20  | 15  | Ret | WD  | 13  | 11  | 17  | 0      |
| 23   | Pablo Sarrazin             | 17  | 12  | 15  | 22  | 12  | 15  |     |     |     | 0      |
| 24   | Lin Hodenius               |     |     |     |     |     |     | 12  | 12  | 16  | 0      |
| 25   | Griffin Peebles            | 15  | 14  | 23  | 12  | 15  | 22  |     |     |     | 0      |
| 26   | Diego de la Torre          | 22  | 25† | 21  | 16  | 18  | 18  | 17  | 14  | 15  | 0      |
| 27   | Kai Daryanani              |     |     |     | 20  | 16  | 14  |     |     |     | 0      |
| 28   | Giacomo Pedrini            |     |     |     | 18  | 25† | 25  | 15  | Ret | Ret | 0      |
| 29   | Davide Larini              | 20  | 16  | 16  | 17  | Ret | 17  |     |     |     | 0      |
| 30   | Matteo Quintarelli         | 16  | 17  | 19  |     |     |     |     |     |     | 0      |
| 31   | Rafael Modonese            |     |     |     | Ret | 17  | 19  | WD  | WD  | WD  | 0      |
| 32   | Kamal Mrad                 |     |     |     | 19  | 19  | 20  |     |     |     | 0      |
| 33   | Ismoilkhuja Akhmedkhodjaev | 21  | 20  | Ret | Ret | 24  | 23  |     |     |     | 0      |
| 34   | Flavio Olivieri            |     |     |     | 23  | Ret | 27† |     |     |     | 0      |
| NC   | Yuanpu Cui                 |     |     |     |     |     |     | WD  | WD  | WD  | 0      |
| Pos. | Piloto                     | MUG | MUG | MUG | MNZ | MNZ | MNZ | BAR | BAR | BAR | Puntos |

| Color     | Resultado                                                               |
| --------- | ----------------------------------------------------------------------- |
| Oro       | Ganador                                                                 |
| Plata     | 2.ª plaza                                                               |
| Bronce    | 3.ª plaza                                                               |
| Verde     | Finalizó en los puntos                                                  |
| Azul      | Finalizó sin puntos                                                     |
| Azul      | NC - No clasificado                                                     |
| Violeta   | Ret - No terminó (Carrera)                                              |
| Rojo      | DNQ - No se clasificó                                                   |
| Negro     | DSQ - Descalificado                                                     |
| Blanco    | DNS - No empezó (carrera)                                               |
| Blanco    | WD - Retirado (fin de semana)                                           |
| Blanco    | C - Carrera cancelada                                                   |
| Sin color | DNP - Inscrito pero no participó                                        |
| Sin color | INJ - Lesionado                                                         |
| Sin color | EX - Excluido                                                           |
| Estado    | Resultado                                                               |
| Negrita   | Pole position                                                           |
| Cursiva   | Vuelta rápida                                                           |
| †         | Abandona, pero clasifica al completar el porcentaje requerido para ello |